# Hylaeus alampes
Hylaeus alampes là một loài Hymenoptera trong họ Colletidae. Loài này được Moure mô tả khoa học năm 1942.